# Adelotus brevis
Adelotus brevis é uma espécie de anfíbio anuros da família Limnodynastidae.
A espécie é endêmica da Austrália.

## Morfologia
A pele do dorso é rugosa e de coloração marrom escura, cinzenta ou bege. A superfície ventral lisa é manchada de preto e cinza. A virilha e os lados posteriores das panturrilha são marmorizados de vermelho e preto.
Diferente de todos os outros sapos da Austrália, os indivíduos machos adultos têm maior porte que as fêmeas, tendo também uma cabeça mais larga.
Membranas rudimentares estão presentes nos dedos das mãos e dos pés e nenhum disco está presente nas pontas.

## Ameaças
Em relação ao risco de extinção, ela é considerada uma espécie quase ameaçada pela Lista Vermelha da UICN. A UICN estabelece que a espécie está em declínio significativo possivelmente por conta de quitridiomicose, além das ameaças de desenvolvimento urbano e agrícola.